# Rugby a 15 nel 2013

## Attività internazionale
| Torneo                                                 | Edizione                                | Campione      |
| ------------------------------------------------------ | --------------------------------------- | ------------- |
| Rugby Championship                                     | The Rugby Championship 2013             | Nuova Zelanda |
| Sei Nazioni                                            | Sei Nazioni 2013                        | Galles        |
| Sei Nazioni femminile                                  | Sei Nazioni femminile 2013              | Irlanda       |
| Sudamericano                                           | Sudamericano 2013                       | Argentina     |
| Pacific Nations Cup                                    | Pacific Nations Cup 2013                | Figi          |
| Campionato europeo                                     | Campionato europeo 2012-14              | Georgia       |
| Campionato europeo di rugby a 15 femminile             | Torneo femminile di qualificazione 2013 | Spagna        |
| Per maggiori dettagli vai alle voci dei singoli tornei |                                         |               |

## Attività di club
| Nazione                                                | Torneo                    | Stagione                    | Campione   |
| ------------------------------------------------------ | ------------------------- | --------------------------- | ---------- |
| -                                                      | Heineken Cup              | Heineken Cup 2012-13        | Tolone     |
| -                                                      | European Challenge Cup    | Challenge Cup 2012-13       | Leinster   |
| Australia Nuova Zelanda Sudafrica                      | Super Rugby               | Super Rugby 2013            |            |
| Galles Irlanda Italia Scozia                           | Pro12                     | Pro12 2012-13               | Leinster   |
| Argentina                                              | Campionato argentino      | Campionato argentino 2013   |            |
| Brasile                                                | Super 10                  | Super 10 2013               | SPAC       |
| Francia                                                | Top 14                    | Top 14 2012-13              | Castres    |
| Inghilterra                                            | English Premiership       | Premiership 2012-13         | Leicester  |
| Inghilterra Galles                                     | Coppa Anglo-Gallese       | Coppa Anglo-Gallese 2012-13 | Harlequins |
| Italia                                                 | Eccellenza                | Eccellenza 2012-13          | Mogliano   |
| Italia                                                 | Trofeo Eccellenza         | Trofeo Eccellenza 2012-13   | Viadana    |
| Nuova Zelanda                                          | ITM Cup                   | ITM Cup 2013                |            |
| Romania                                                | SuperLiga                 | SuperLiga 2012-13           |            |
| Russia                                                 | Professional Rugby League | Campionato 2012-13          |            |
| Spagna                                                 | División de Honor         | División de Honor 2012-13   |            |
| Sudafrica                                              | Currie Cup                | Currie Cup 2013             |            |
| Sudafrica                                              | Vodacom Cup               | Vodacom Cup 2013            |            |
| Per maggiori dettagli vai alle voci dei singoli tornei |                           |                             |            |